# Асіїв Любослава Василівна
Любослава Василівна Асіїв (нар. 23 листопада, 1966, м. Львів, Україна) — українська мовознавиця, доцентка катедри української мови імені професора Івана Ковалика філологічного факультету Львівського національного університету імені Івана Франка.

## Біографія
Народилася 23 листопада 1966 року в м. Львові. Закінчила Львівський державний університет імені Івана Франка в 1988 р. У 1988—1993 рр. — учитель української мови та літератури середніх шкіл № 7 та № 89 м. Львова.
У 1993—1996 рр. навчалася в аспірантурі. З 1996 до 2002 року — асистент кафедри української мови філологічного факультету Львівського університету.
У 1997 році захистила кандидатську дисертацію «Морфонологічні явища у прикметниках сучасної української літературної мови» (спеціальність: 10.01.02 — українська мова).
З 2002 року — доцент кафедри української мови. Відмінник освіти України.

## Основні праці
Публікації:
- До вивчення морфонологічних явищ у системі формотворення прикметників. Мовознавство. 1995.  № 6. С.35-39.
- Морфонологічні процеси і розвиток національної лексики. Мова та її функціонування: Вісник Львівського університету. Серія філологічна. 1995. Вип. 25. Львів, 1995.  С.6-9.
- Морфонологічна термінологія. Всеукраїнська наукова конференція: «Українська термінологія і сучасність»: Тези доп.  К., 1996.  С.58.
- Порушення фонетичних закономірностей української мови. Тези наукової конференції з проблем сучасного українського правопису і термінології.  К., 1997.  С.21-22.
- Сучасні погляди на морфонологічні явища української мови. Українська філологія: школи, постаті, проблеми. Матеріали ювілейної конференції.  Львів, 1998.  С.23-29.
- Особливості функціонування морфонологічних явищ у дериватах із суфіксами -ин, -ин(и). Мова і соціальні процеси: Вісник Львівського університету. Серія філологічна. 1998. Вип. 26. Львів, 1998. С.101-104.
- Морфонологічні явища при утворенні прикметників з суфіксом –н-. Вісник Львівського університету: Серія філологічна.  2000. Вип.29.  Львів, 2000.  С. 22-26.
- Jeszcse jeden aspekt naukowej dzialalnosci. Literatura ludowa. 2000. № 3. S. 69-78.
- Програма діалектологічної практики для студентів філологічного факультету.  Львів, 2002. 32 с. (у співавторстві з Н. М. Глібчук).
- Як написати учнівську наукову роботу. Методичні рекомендації до написання та оформлення науково-дослідницької роботи з української мови та літератури учнів обласної МАН.  Львів, 2003. 22 с. (у співавторстві з Бородчук І., Корнійчук В., Кочан І.).
- Вплив позамовних чинників на функціонування морфонологічних явищ.  Вісник Львівського університету. Серія філологічна. 2004. Вип. 34.  Львів, 2004. С.48-55.
- Морфонологічні особливості творення відтопонімних дериватів у сучасній українській мові. Wyraz i zdanie w językachsłowiańskich. 3.Opis, konfrontacja, przekład, Slavica Wratislaviensia CXVII (AUW No 2378).  Wrocław: Wydawnictwo Uniwersytetu Wrocławskiego. 2002. S. 9-14.
- Елізія фонем у прикметниках української мови. Вісник Львівського університету. Серія філологічна. 2006. Вип. 38. Львів, 2006.  С. 10-15.
- Комплексне дослідження морфонології відіменникового словотворення. Вісник Львівського університету. Серія філологічна.  Вип. 38.  Львів, 2006.  С.309-312.
- Діалектологічна практика: Навчально-методичний посібник для студентів філологічних факультетів. Львів, 2006. 103 с. (у співавторстві з Н. Глібчук).
- Методичні рекомендації для учнів очно-заочної школи Львівської обласної Малої академії наук. Секція філології.  Львів, 2008.  42 с. (у співавторстві з Бородчук І., Корнійчук В., Кочан І., Прудиус О.).
- Тестові завдання з фонетики та фонології сучасної української літературної мови для студентів філологічного факультету.  Львів, 2008.  118 с. (у співавторстві з В.Пілецьким).
- Морфонологічні альтернації в гуцульських говірках. Вісник Львівського університету. Серія філологічна. 2009. Вип. 46.  Ч.ІІ. Львів: Видавничий центр ЛНУ імені Івана Франка, 2009.  С. 92-96.
- Роль уроків фонетики у формуванні мовної свідомості учнів. Вісник Львівського університету. Серія філологічна. 2010.  Вип. 50.  Львів: Видавничий центр ЛНУ імені Івана Франка, 2010.  С. 165—169.
- Фонетика і фонологія української  мови: Збірник практичних, тестових і контрольних завдань.  Львів,  2011.  298 с. (у співавторстві з В. Пілецьким).
- Морфонологія: проблеми і перспективи дослідження.  Вісник Львівського університету. Серія філологічна.  2011. Вип. 52.  Львів: Видавничий центр ЛНУ імені Івана Франка, 2011. С. 296—305.
- Нарощення як морфонологічне явище в прикметниках сучасної української літературної мови. Вісник Львівського університету. Серія філологічна.  2012.  Вип. 57  Львів: Видавничий центр ЛНУ імені Івана Франка, 2012.  С. 18-25
- Львівська фонологічна школа і проблеми сучасної української морфонології. Україноцентризм наукового сумління: Збірник наукових праць на пошану професора Зеновія Терлака. Львів: Ліга-Прес, 2014.  С. 75-90.
- Фонетика і фонологія української  мови: Збірник практичних, тестових і контрольних завдань. Видання друге, виправлене та доповнене.  Львів, 2015.  360 с. (у співавторстві з В. Пілецьким).
- Морфонологічні альтернаційні ряди у прикметниках сучасної української літературної мови. Вісник Львівського університету. Серія філологічна. 2016. Вип. 63.  Львів: Видавничий центр ЛНУ імені Івана Франка, 2016.  С. 3-11.
- Морфонологічні альтернації в буковинських говірках. «У координатах мови»: Збірник наукових праць на пошану професора Лідії Коць-Григорчук.  Львів: Паіс, 2016.  С. 41-51
- Морфонологічні явища при творенні відойконімних прикметників в українській мові. Вісник  Львівського університету. Серія філологічна.  Вип. 64.  Ч. І.  Львів: Видавничий центр ЛНУ імені Івана Франка, 2017.  С. 222—231.
- Альтернації голосних фонем у західнополіських говірках.  Серце чистеє, думка чесная…: Збірник наукових праць і матеріалів на пошану Ірини Ощипко.  Львів: «Левада», 2018.  С. 585—596.
- Морфонологічні альтернації приголосних у західнополіських говірках. Вісник Львівського університету. Серія філологічна. Вип. 68.  Львів: Видавничий центр ЛНУ імені Івана Франка, 2018.  С. 216—227.
- Мова і національна ідентичність у театральному дискурсі. Соціолінгвістичне знання як засіб формування нової  культури безпеки: Україна і світ. Матеріали  ІІ міжнародної конференції (Львів, 22-23 листопада 2018 року).  Львів: ЛНУ ім.  І. Франка, 2018.  С. 9–10.
- Сенсорна лексика в поезії Ігоря Римарука / Любослава Асіїв, Марта Дика. // У вимірах слова: збірник наук. праць на пошану проф. Ірини Кочан. Дрогобич: «Посвіт», 2019. С. 229—240.
- Соціолінгвістичний аспект морфонології. Вісник Львівського університету. Серія філологічна. Вип. 70. Львів: Видавничий центр ЛНУ імені Івана Франка, 2019.  С. 102—113.
- Фалероніми доби боротьби за українську державність (до 90-х років ХХ ст.). Вісник Львівського університету. Серія філологічна.  Вип. 71. ч. ІІ.  Львів: Видавничий центр ЛНУ імені Івана Франка, 2019.   С. 380—392.
- Синтаксичні особливості діалогів у сучасній українській літературній казці.  Збірник наукових праць на пошану професора Таміли Панько.  – Львів, 2021.  С. 263—281.
- Самобутні риси фонетики української мови і реалії ХХІ століття. Збірник наукових праць на пошану професора Теодозія Михайловича Возного. Львів: Растр-7, 2022. С. 307—321
- Асіїв Л. Морфонологія онімного простору сучасної української мови. Wrocławska Ukrainistyka: lingua, litterae, sermo / Przemysław Jóźwikiewicz, Olga Barabasz-Rewak, Julia Rysicz-Szafraniec, Anna Ursulenko (redakcja). Wrocław. Oficyna Wydawnicza ATUT, 2022. S. 15-28. (розділ у монографії)